# 鳴滝温泉
鳴滝温泉（なるたきおんせん）は、山口県山口市下小鯖（旧国周防国）にある温泉。日帰り温泉施設の「満天の湯」（まんてんのゆ、現在休業中）が所在する。温泉名は近くにある鳴滝に由来する。

## 概要
温泉街はなく、当地にあるのは日帰り温泉施設「満天の湯」の一軒のみとなっている。塩素消毒を行わない100%源泉かけ流しの天然温泉となっており、多彩な露天風呂が設けられているほか、バイキングレストランなどを併設していた。
2005年に一時休業となり経営者が変わって同年10月にリニューアルオープンするも、2007年1月には再び「設備の大幅改修」を理由に無期限の休業に入っており、以降は事実上の閉鎖状態にある。

## 泉質
- アルカリ性単純放射能温泉
  - 源泉温度：25.6℃

### 施設
- バイキングレストラン「ウイングガーデン満天の湯」
- 朝採れ野菜市場「健市庵（けんいちあん）」

## アクセス
- 中国自動車道山口インターチェンジより防府方面へ車で3分（国道262号沿い）。